# Hruziatyn
Hruziatyn (ukr. Грузятин) – wieś na Ukrainie, w obwodzie wołyńskim, w rejonie łuckim, w hromadzie Kołki. W 2001 roku liczyła 696 mieszkańców
20 i 21 czerwca 1916 roku, w czasie ofensywy Brusiłowa, pod Hruziatynem z przeważającymi siłami Rosjan walczył I i III batalion 2 Pułku Piechoty Legionów Polskich ponosząc dotkliwe straty: 2 oficerów i 38 legionistów poległych oraz 16 oficerów i 183 legionistów rannych.
W dwudziestoleciu międzywojennym miejscowość leżała w granicach II Rzeczypospolitej i wchodziła w skład gminy Trościaniec w powiecie łuckim, w województwie wołyńskim.